# Italie au Concours Eurovision de la chanson 1987
L'Italie a participé au Concours Eurovision de la chanson 1987 le 9 avril à Bruxelles. C'est la 29e participation de l'Italie au Concours Eurovision de la chanson.
Le pays est représenté par le duo Umberto Tozzi et Raf et la chanson Gente di mare (en), sélectionnés en interne par la RAI.

## Sélection
Le radiodiffuseur italien, la Radiotelevisione Italiana (RAI, Radio-télévision italienne), choisit l'artiste et la chanson en interne pour représenter l'Italie au Concours Eurovision de la chanson 1987.
| Artiste              | Chanson            | Langue  | Traduction  |
| -------------------- | ------------------ | ------- | ----------- |
| Umberto Tozzi et Raf | Gente di mare (en) | Italien | Gens de mer |

Lors de cette sélection, c'est la chanson Gente di mare, interprétée par Umberto Tozzi et Raf, qui fut choisie pour représenter l'Italie à l'Eurovision 1987. 
Le chef d'orchestre sélectionné pour l'Italie à l'Eurovision 1987 est Gianfranco Lombardi.

## À l'Eurovision

### Points attribués par l'Italie
| 12 points | Irlande   |
| 10 points | Pays-Bas  |
| 8 points  | Grèce     |
| 7 points  | Norvège   |
| 6 points  | Belgique  |
| 5 points  | France    |
| 4 points  | Allemagne |
| 3 points  | Suède     |
| 2 points  | Danemark  |
| 1 point   | Autriche  |

### Points attribués à l'Italie
| 12 points                                                | 10 points               | 8 points           | 7 points | 6 points                       |
| -------------------------------------------------------- | ----------------------- | ------------------ | -------- | ------------------------------ |
| - Allemagne - Espagne - Irlande - Portugal - Yougoslavie |                         | - Turquie          | - Suisse | - Autriche                     |
| 5 points                                                 | 4 points                | 3 points           | 2 points | 1 point                        |
| - Belgique                                               | - Finlande - Luxembourg | - Islande - Israël |          | - Chypre - Royaume-Uni - Suède |

Umberto Tozzi et Raf interprètent Gente di mare en septième position, suivant la Suède et précédant le Portugal. À la fin du vote, l'Italie termine 3e sur 22 pays, ayant reçu 103 points au total,. C'est le meilleur résultat de l'Italie depuis 1975.